# سوراچکووتسی
سوراچکووتسی (به صربی: Svračkovci) یک منطقهٔ مسکونی در صربستان است که در ناحیه موراویتسا واقع شده‌است. سوراچکووتسی ۴۶۲ نفر جمعیت دارد و ۵۱۷ متر بالاتر از سطح دریا واقع شده‌است.